# Signmark (album)
Albums de Signmark
Breaking The Rules
(2010)
Signmark est le premier album de Signmark, produit par Sulava et sorti le 29 novembre 2006. Signmark, qui est sourd de naissance, ne chante pas ses chansons lui-même, mais son album contient un CD et un DVD avec les clips de toutes les chansons en langue des signes finlandaise et en langue des signes américaine.

## Liste des titres
1. Meidän elämä
2. Sanaliitto (feat. Brandon)
3. Maahan lämpimään
4. Carl Oscar Malm
5. Kahleet
6. Tuu viittoo
7. Nyt on aika juhlia
8. Our life (feat. Brandon)

## Groupe
- Signmark : Langue des signes finlandaise et langue des signes américaine
- DJ Sulava : Son
- Mahtotapa : Vocal